# ساعة الخندق

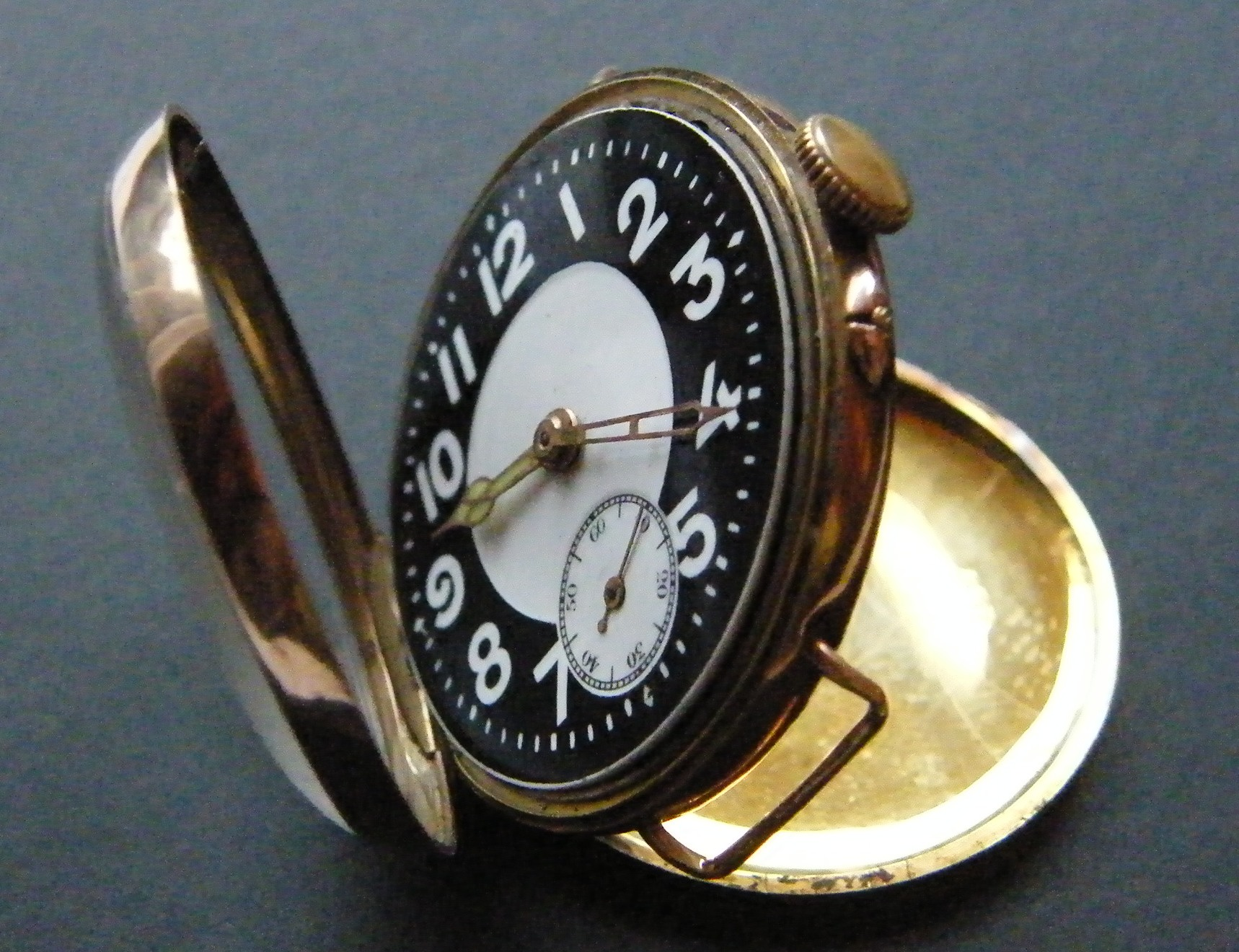
ساعة خندق ذهبية، ١٩١٦

ساعة الخندق (ساعة المعصم) هي نوع من الساعات اللى بدأ استخدامها من قبل الجيش أثناء الحرب العالمية الأولى ، حيث لم تكن ساعات الجيب عملية في القتال. كان تصميم انتقالي بين ساعات الجيب وساعات اليد ، حيث يجمع بين ميزات كليهما.    

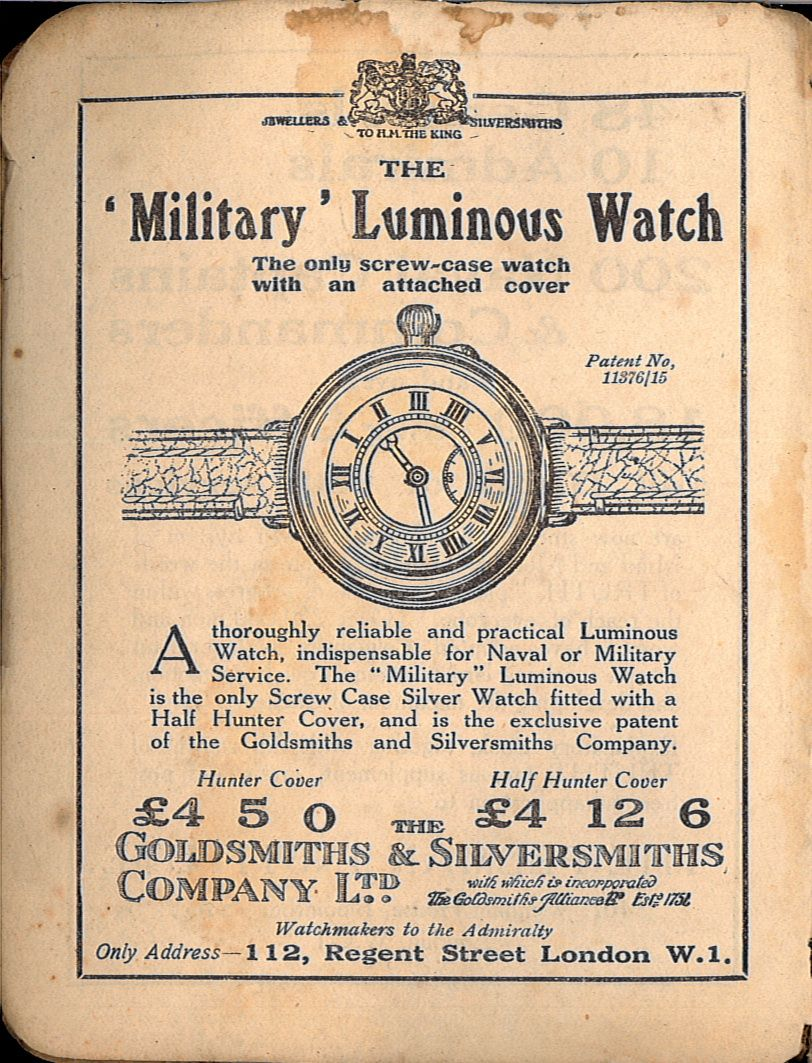
إعلان، 1918